# Скоттиш-Бордерс
Скоттиш-Бордерс (англ. Scottish Borders — букв. Шотландское приграничье; гэльск. Crìochan na h-Alba) — один из 32 округов Шотландии.

## География
Граничит с округами Дамфрис-энд-Галловей на западе; Саут-Ланаркшир и Уэст-Лотиан на северо-западе; Ист-Лотиан, Мидлотиан и Сити-оф-Эдинбург на севере; с английскими графствами Нортамберленд и Камбрия на юге.

## Достопримечательности и персоналии
- Дрочил (недостроен, руины)
- род Лермонтовых
- Средневековый бард Томас Лермонт

## Населенные пункты
| - Аймут (Eyemouth) - Бротон (Broughton) - Галашилс (Galashiels) - Грейкрук - Гринло (Greenlaw) - Данс (Duns) - Джедборо (Jedburgh) - Иннерлитен (Innerleithen) | - Келсо (Kelso) - Колдстрим (Coldstream) - Лодер (Lauder) - Лонгформакус (Longformacus) - Мелроз (Melrose) - Ньюкаслтон (Newcastleton) - Ньютаун-Сент-Бозуэлс (Newtown St Boswells) - Пиблс (Peebles) | - Селкерк (Selkirk) - Сент-Абс (St Abbs) - Стоу (Stow) - Суинтон (Swinton) - Таун-Йетхолм (Town Yetholm) - Уэст-Линтон (West Linton) - Хоик (Hawick) |

|  |  |